# Pomarède
Pomarède é uma comuna francesa na região administrativa de Occitânia, no departamento de Lot. Estende-se por uma área de 7,04 km². Em 2010 a comuna tinha 193 habitantes (densidade: 27,4 hab./km²).